# Лещинский, Преслав
Преслав Лещинский (15 августа 1605, Баранув-Сандомерский — 1670) — государственный и военный деятель Речи Посполитой, ротмистр королевский (1635), каштелян накловский (1643) и сренский (1644), воевода дерптский (1658—1670), староста всховский и кцынский, дидич Смигеля и Рыдзыны.

## Биография
Представитель знатного польского магнатского рода Лещинских герба Венява. Второй сын воеводы брест-куявского Анджея Лещинского (ок. 1559—1605) от третьего брака с Софией Опалинской (ум. до 1626). Братья — канцлер великий коронный Ян Лещинский (1603—1678), польский примас Вацлав Лещинский (1605—1666) и воевода белзский Рафаил Лещинский (1579—1636).
После смерти своего отца Преслав Лещинский по настоянию матери перешел в католичество. В молодости побывал в Голландии, где теоретически и практически изучил военное дело, воевал под командованием известного испанского полководца Амброзио Спинолы.
Во время польско-шведской войны 1626—1629 годов Преслав Лещинский командовал великопольским посполитым рушением (шляхетским ополчением). Несколько раз избирался послом на сейм и депутатом в Коронный Трибунал. В 1643 году стал каштеляном накловским, а в следующем 1644 году — сремским.
В 1658 году получил должность воеводы дерптского и стал сенатором Речи Посполитой.
Был дважды женат. В 1627 году женился на Анне Мильзинской, до 1635 года вторично женился на Анне Ожельской (1584—1649), от браков с которыми детей не оставил.